# شدى جودت
شدى جودت (19 سبتمبر 1989  -)، ممثلة مصرية. وهي وجه جديد ظهر في مسلسل خاتم سليمان في دور شهد العريني عام 2011 وبعد تحقيق النجاح الكبير للمسلسل تمكنت من اثبات موهبتها وشارك في مسلسل بالأمر المباشر بعد ذلك.

## روابط خارجية
- شدى جودت على موقع قاعدة بيانات الأفلام العربية